# Mario d'Angelo
Mario d'Angelo, nascido em 1954 é um acadêmico francês, de origem italiana e alemã, especializado em gestão em empreendimentos culturais e em políticas públicas culturais

## Obras selecionadas
- Cultural Policies in Europe (4 volumes). Strasbourg: Council of Europe Publishing.

1. (com Paul Vesperini)A comparative approach. ISBN 978-92-871-3391-5
2. (com P. Vesperini) Method and practice of evaluation ISBN 978-92-871-3759-3
3. (com P. Vesperini) Regions and decentralisation ISBN 978-92-871-4229-0
4. Local issues, ISBN 978-92-871-4326-6

- Perspectives de gestion des institutions musicales en Europe, Paris: Éditions OMF-Université de Paris-Sorbonne, 2006 ISBN 2-84591-130-0
- Regards croisés sur l'Occident (with Djamchid Assadi), Eurorient no 31, 2011, L'Harmattan, (ISBN 978-2-296-54307-2)
- La Musique à la Belle Époque, Paris, éditions Le Manuscrit, 2013, (ISBN 978-2-304-04152-1)
- Acteurs culturels: positions et stratégies dans le champ de la culture et des industries créatives. Une étude dans vingt pays d'Europe, Paris, Éditions Idée Europe, 2018, (ISBN 2-909941-13-2)
- Qui sont les acteurs culturels ? Une typologie des situations stratégiques dans le champ culturel et créatif, Paris, Editions Le Manuscrit, 2025 ISBN 978-2-304-05646-4